# S.O.S. (Let the Music Play)
S.O.S. (Let The Music Play) è il secondo singolo estratto dal secondo album Battlefield della cantante statunitense Jordin Sparks. La canzone è stata pubblicata prima in Australia il 4 settembre 2009 e in radio negli Stati Uniti il 29 settembre 2009. È stato pubblicato nel Regno Unito il 12 ottobre 2009.

Questa canzone electropop contiene degli elementi di Let the Music Play di Shannon. Sparks spiegato perché ha deciso di modificare la canzone di Shannon e farla sua: «Io sarò sempre la ragazza di American Idol, ma ho voluto provare qualcosa di nuovo e di diverso dal solito». Il video è stato girato a Los Angeles il 10 agosto 2009, con Chris Robinson con la funzione di regista. Chris Robinson ha girato anche il video musicale No Air, pezzo cantato con la collaborazione di Chris Brown.

## Critiche
Le critiche sono state abbastanza positive e i critici lodando Sparks per aver tentato di fare una canzone dance-pop. Il New York Times ha dichiarato: "La musica di quella canzone evoca la dance-pop di Lady Gaga." Un critico di Rolling Stone criticò l'album e ha detto che Sparks l'album cade su' SOS (Let The Music Play), è un pezzo di disco blanda che vorrebbe che fosse 'Just Dance'.

Entertainment Weekly ha commentato che il secondo singolo SOS (Let The Music Play), con il suo ritornello Copped da Shannon del 1983 danza classica, non può essere più eccitante e originale. Nella recensione del New York Post dell'album è stato detto che ci sono un sacco di partenze vocale e tonale su questo disco, nulla più che con la thumpin come SOS (Let The Music Play). Questo brano (che sarà il suo prossimo singolo) è il mio preferito su tutto l'album.

## Promozione
Il 25 agosto 2009 è stato annunciato che Sparks prenderanno parte nel 2009 al Divas VH1, dove ha cantato la canzone. Il 13 ottobre 2009 è stato anche eseguito al Grady Show, e il giorno successivo alla National Lottery Show nel Regno Unito.

## Video Ufficiale
Il video è stato girato a Los Angeles, California, il 10 agosto 2009 e Chris Robinson sarà il regista. Il video mostra Sparks ballare indossando un vestito d'oro con le sue lunghe unghia anch'essi d'oro. In altre scene del video si può essere ballare la Sparks in un club con un abito nero e un cappuccio.

## Track List
In Australia ci sono queste tracce nel cd del singolo:
- "S.O.S. (Let the Music Play)" - 3:32
- "S.O.S. (Let the Music Play)" [Buzz Junkies Remix] {Club Mix} - 5:21

## Versioni Ufficiali e Remix
- Album Version
- Buzz Junkies Club Mix
- Buzz Junkies Radio Edit

## Posizioni in classifica
La canzone entrò nella classifica britannica 3 settimane prima della sua pubblicazione alla posizione 18. E poi ha raggiunto la posizione numero 15, una settimana prima della sua uscita. Il 18 ottobre, è salita al numero 13. È anche il suo più alto picco record in Svezia, dove ha raggiunto la posizione numero 7. Il suo precedente record di picco più alto in Svezia è stata "No Air" nel 2008, che ha raggiunto la posizione numero 10. La canzone si trova come vendite a 53.0 di euro negli Stati Uniti a partire dal 28 ottobre 2009.
Nonostante il suo successo a livello internazionale, è diventata la prima canzone della carriera di Jordin a non essere entrata nella prestigiosa classifica Billboard Hot 100.